# Gediminas Kirkilas
Gediminas Kirkilas, né le 30 août 1951 à Vilnius (république socialiste soviétique de Lituanie, URSS) et mort le 20 avril 2024, est un homme d'État lituanien membre du Parti des régions lituaniennes (LRP).
Nommé ministre de la Défense en 2004, il est choisi deux ans plus tard comme Premier ministre en remplacement d'Algirdas Brazauskas, à qui il succède en 2007 à la présidence du LSDP. Il renonce à l'ensemble de ses fonctions en 2008, après la défaite de son parti aux élections législatives.

## Biographie

### Formation et carrière
Issu d'une famille d'universitaire, comptant six frères et sœurs, Gediminas Kirkilas achève ses études secondaires à Vilnius en 1969. Il accomplit ensuite son service militaire obligatoire de trois ans, puis il travaille comme restaurateur de meubles jusqu'en 1978.
Il reprend ensuite ses études, suivant un cursus de sciences politiques à l'université du Parti communiste de l'Union soviétique (PCUS) pendant quatre ans.
Il est ensuite recruté par le PCUS et devient en 1989 un proche collaborateur d'Algirdas Brazauskas, premier secrétaire de la branche lituanienne du parti. Il restera son assistant personnel jusqu'en 1992. Douze ans plus tard, il obtient un Master of Business Administration de l'université de Vilnius.

### Débuts et ascension
En 1992, Gediminas Kirkilas est élu député au Seimas sous les couleurs du Parti lituanien démocrate du travail (LDDP), successeur du PCUS et dont il a été désigné vice-président en 1991.
Il prend la présidence de la commission parlementaire de la Sécurité nationale, et devient un spécialiste de politique étrangère et de sécurité nationale. Il est réélu en 1996, année où il quitte la vice-présidence du LDDP tout en restant membre du bureau, puis en 2000, étant désigné pour la direction de la commission parlementaire des Affaires étrangères.
L'année suivante, il entre au Parti social-démocrate lituanien (LSDP), avec lequel son parti vient de fusionner.

### Ministre de la Défense
À la suite des élections législatives de 2004, Gediminas Kirkilas entre dans le second gouvernement de coalition de son ancien supérieur, Algirdas Brazauskas, qui préside également le LSDP, comme ministre de la Défense nationale. Après le retrait du Parti du travail (DP) de la coalition au pouvoir, le cabinet est contraint de démissionner le 1er juin 2006.
Vingt jours plus tard, le ministre des Finances, Zigmantas Balčytis, échoue à remporter la confiance du Seimas, recueillant seulement 52 voix, là où 67 étaient nécessaires.

### Premier ministre

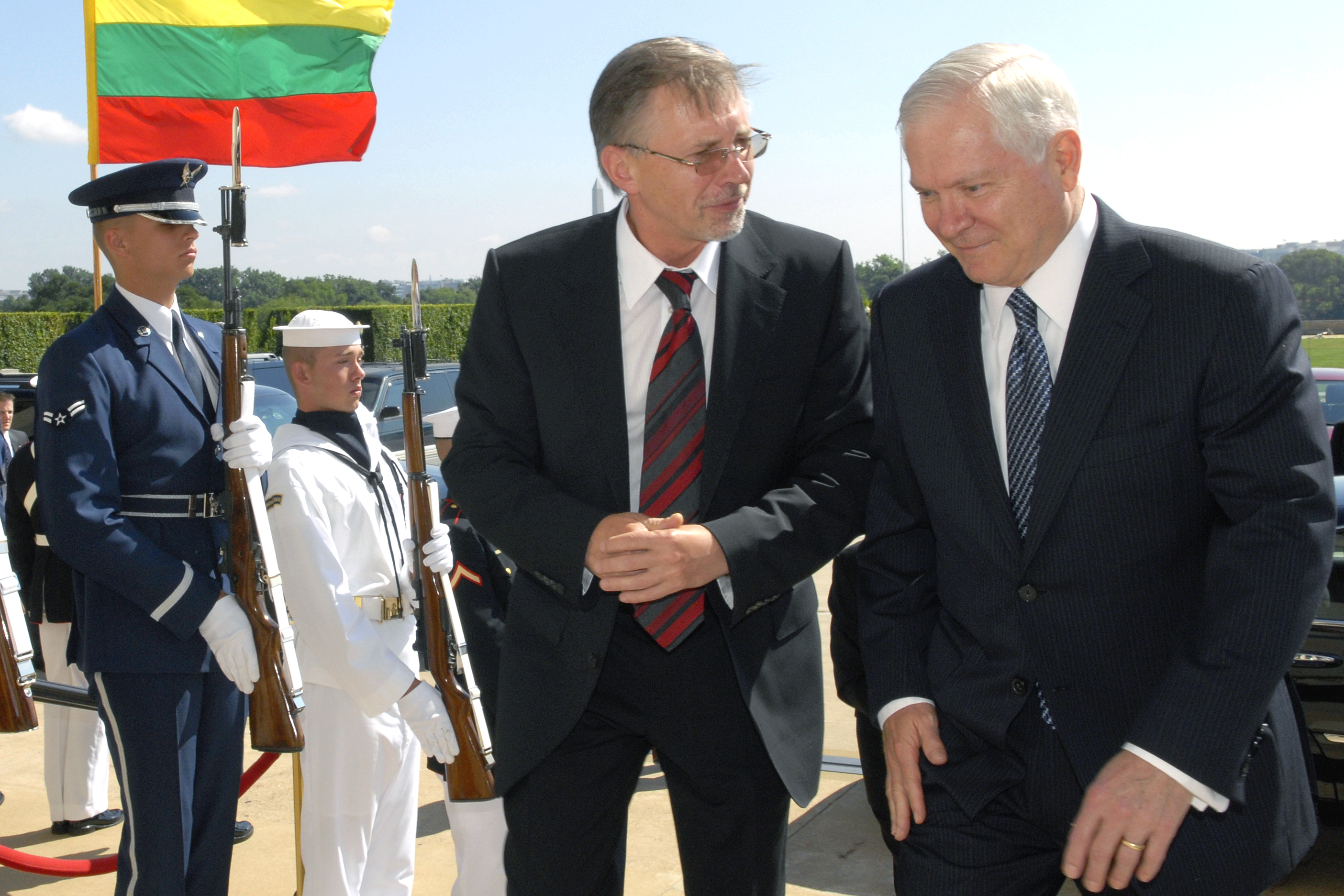
Gediminas Kirkilas et le secrétaire de la Défense des États-Unis, Robert Gates en 2008.

Choisi le 29 juin comme candidat à la direction du gouvernement par le président Valdas Adamkus, Gediminas Kirkilas obtient le 4 juillet l'investiture du Seimas par 85 voix contre 13.
Il forme alors une large coalition gouvernementale réunissant son parti, le Parti démocrate civique (PDP), créé par des dissidents du DP, l'Union centriste et libérale (LiCS) et l'Union populaire agraire lituanienne (LVLS), constituant malgré tout un gouvernement minoritaire avec le soutien des conservateurs de l'Union de la patrie (TS).
Il est élu à la présidence du LSDP en remplacement d'Algirdas Brazauskas le 19 mai 2007, battant son unique adversaire, le ministre de la Défense nationale, Juozas Olekas. En 2008, la Nouvelle union (sociaux-libéraux) (NS) entre au gouvernement, élargissant un peu plus son assise parlementaire.

### Défaite de 2008
Gediminas Kirkilas se présente à sa propre succession aux élections législatives des 12 et 26 octobre 2008, remportant 25 députés sur 141, contre 20 au scrutin de 2004. Cependant, il est nettement devancé par l'Union de la patrie - Chrétiens-démocrates lituaniens (TS-LKD), qui recueille 45 sièges. Le 27 novembre suivant, il est remplacé par Andrius Kubilius à la tête du gouvernement, puis par son ancien ministre des Transports, Algirdas Butkevičius, à la présidence du LSDP le 7 mars 2009.

### Vie privée
Avec son épouse, Liudmila, Gediminas Kirkilas a eu deux enfants, désormais adultes. Outre le lituanien, il parle anglais et russe.